# Citharexylum obtusifolium
Citharexylum obtusifolium là một loài thực vật có hoa trong họ Cỏ roi ngựa. Loài này được Kuhlm. mô tả khoa học đầu tiên năm 1936.